# Alex Gurney
Alex Gurney, född den 4 september 1974 i Newport Beach, Kalifornien, USA, är en amerikansk racerförare. Han är son till förre formel 1-föraren Dan Gurney.

## Racingkarriär
Gurneys dröm i inledningen av karriären var att tävla i formelbilsracing, precis som hans far. Han tävlade i Team Greens Atlanticteam under 1999, vilket resulterade i en tolfteplats. Under 2000 års säsong blev Gurney sjua i mästerskapet i familjeägda All American Racers. Under 2001 gjorde Gurney en utflykt till Europa, och tävlade i det brittiska mästerskapet i formel 3. Han hittade inte rätt, och blev sextonde i mästerskapet, vilket fick till följd att han återvände till Atlantic. Under 2002 gjorde Gurney sin bästa säsong inom formelbilsracing, med en sammanlagd tredjeplats. 
Från och med 2005 tävlade Gurney i Rolex Sports Car Series med GAINSCO/Bob Stallings Racing, och under debutsäsongen blev han tvåa i Watkins Glen 6-timmars. Från och med 2006 års säsong delade Gurney bil med Jon Fogarty, och duon skulle bli mästare såväl 2007 som 2009. Däremellan blev de trea säsongen 2008. Under 2007 tog duon suveräna sju segrar, medan de under 2009 hade en spännande mästerskapsfajt mot Scott Pruett/Memo Rojas och Max Angelelli/Brian Frisselle. Genom en stabil körning i säsongsfinalen på Homestead-Miami Speedway kunde duon säkra sin andra titel.